# Gemeinde Gjilan
Die Gemeinde Gjilan (albanisch Komuna e Gjilanit, serbisch Општина Гњилане Opština Gnjilane) ist eine Gemeinde im Kosovo. Sie liegt im Bezirk Gjilan. Verwaltungssitz ist die Stadt Gjilan.

## Geographie
Die Gemeinde Gjilan befindet sich im Südosten des Kosovo. Im Süden grenzt die Gemeinde an die Gemeinde Ranilug und Gemeinde Vitia. Östlich der Gemeinde befindet sich der Grenzübergang zu Serbien. Insgesamt befinden sich 53 Dörfer in der Gemeinde. Die Fläche beträgt 515 Quadratkilometer. Zusammen mit den Gemeinden Kamenica, Klokot, Parteš, Ranilug und Vitia bildet die Gemeinde den Bezirk Gjilan.

## Bevölkerung
Die Volkszählung aus dem Jahr 2011 ergab für die Gemeinde Gjilan eine Einwohnerzahl von 90.178.
Hiervon waren 87.814 Albaner, 978 Türken, 624 Serben, 361 Roma, 121 Bosniaken, 15 Aschkali und einer Balkan-Ägypter.
88.958 deklarierten sich als Muslime, 47 als Katholiken und 636 als Orthodoxe.
| Zensus    | 1948   | 1953   | 1961   | 1971   | 1981   | 1991   | 2011   |
| --------- | ------ | ------ | ------ | ------ | ------ | ------ | ------ |
| Einwohner | 34.311 | 37.425 | 44.168 | 57.202 | 73.451 | 92.836 | 90.178 |

| Ethnie    | Albaner | Serben | Türken | Bosniaken | Roma | Aschkali | Balkan-Ägypter | Goranen | Andere | Antwort verweigert | Unbekannt |
| --------- | ------- | ------ | ------ | --------- | ---- | -------- | -------------- | ------- | ------ | ------------------ | --------- |
| Einwohner | 87.814  | 624    | 978    | 121       | 361  | 15       | 1              | 69      | 95     | 35                 | 65        |

| Religion  | Muslime | Orthodoxe | Katholiken | Konfessionslose | Andere | Unbekannt | Antwort verweigert |
| --------- | ------- | --------- | ---------- | --------------- | ------ | --------- | ------------------ |
| Einwohner | 88.958  | 636       | 47         | 28              | 56     | 82        | 371                |

## Orte
| Albanisch          | Serbisch         | Einwohnerzahl (Volkszählung 2011) |
| ------------------ | ---------------- | --------------------------------- |
| Bilinca            | Bilince          | 314                               |
| Bresalc            | Brasaljce        | 2823                              |
| Bukovik            | Bukovik          | 80                                |
| Burinca            | Burince          | 0                                 |
| Capar              | Sapar            | 208                               |
| Çelik              | Čelik            | 87                                |
| Cërnica            | Cernica          | 1963                              |
| Demiraj            | Demiraj          | 112                               |
| Dobërçan           | Dobričane        | 2659                              |
| Dunav              | Dunavo           | 10                                |
| Gadish             | Gadiš            | 331                               |
| Gjilan             | Gnjilane         | 54239                             |
| Goden              | Mali Goden       | 29                                |
| Gumnisht           | Gumnište         | 473                               |
| Haxhaj             | Hadžaj           | 206                               |
| Kishnapola         | Kišno Polje      | 235                               |
| Kmetoc             | Kmetovce         | 691                               |
| Kokaj              | Inatovce         | 30                                |
| Kravarica          | Kravarica        | 264                               |
| Kurexh             | Kuredž           | 394                               |
| Lipovica           | Lipovica         | 24                                |
| Livoç i Epërm      | Gornji Livoč     | 2551                              |
| Livoç i Poshtëm    | Donji Livoč      | 3497                              |
| Lladova            | Vladovo          | 545                               |
| Llashtica          | Vlaštica         | 1624                              |
| Llovca             | Lovce            | 169                               |
| Malisheva          | Mališevo         | 3165                              |
| Muçibaba           | Mučibaba         | 80                                |
| Nasala             | Nosalje          | 209                               |
| Përlepnica         | Prilepnica       | 1944                              |
| Pidiq              | Pidić            | 342                               |
| Pogragja           | Pograđe          | 1211                              |
| Ponesh             | Poneš            | 967                               |
| Selisht            | Selište          | 179                               |
| Shillova           | Šilovo           | 547                               |
| Shurdhan           | Šurlane          | 156                               |
| Sllakoc i Epërm    | Gornje Slakovce  | 256                               |
| Sllakoc i Ulët     | Donje Slakovce   | 64                                |
| Sllubica           | Slubica          | 73                                |
| Stançiq            | Stančić          | 8                                 |
| Stublina           | Stublina         | 79                                |
| Terzijaj           | Terzijaj         | 0                                 |
| Uglar              | Ugljare          | 1021                              |
| Velekinca          | Velekince        | 1602                              |
| Vërbica e Kmetocit | Vrbica           | 348                               |
| Vërbica e Zhegocit | Žegovačka Vrbica | 584                               |
| Vrapçiq            | Vrapčić          | 290                               |
| Zhegra             | Žegra            | 3327                              |
| Zhegoc             | Žegovac          | 168                               |

## Politik
Die Bürgermeister der Gemeinde waren seit dem Jahr 2000:
- 2000–2002: Lutfi Haziri (LDK)
- 2002–2004: Lutfi Haziri (LDK)
- 2004–2007: Xhemajl Hyseni (LDK)
- 2007–2009: Qemajl Mustafa (PDK)
- 2009–2013: Qemajl Mustafa (PDK)
- 2013–2017: Lutfi Haziri (LDK)
- 2017–2021: Lutfi Haziri (LDK)
- seit 2021: Alban Hyseni (VV)